# اونونداگا، میشیگان
اونونداگا (به انگلیسی: Onondaga Township) یک منطقهٔ مسکونی در ایالات متحده آمریکا است که در شهرستان اینگام، میشیگان واقع شده‌است.
 اونونداگا ۹۴٫۵۱ کیلومتر مربع مساحت و ۳٬۱۵۸ نفر جمعیت دارد و ۲۸۶ متر بالاتر از سطح دریا واقع شده‌است.